# Uberto Mori
Uberto Mori (Modène, 28 janvier 1926 - 6 septembre 1989, Pavie), était un ingénieur et militant catholique italien, fondateur du "Groupe Mori" et de la chaîne de télévision Antenna 1 di Modena. Surnommé "l'apôtre de la télévision", il est reconnu vénérable par l'Église catholique.

## Biographie
Uberto Mori est diplômé d'ingénierie en 1959 et devient professeur d'université de 1962 à 1969. Il enseigne les formes industrielles et les technologies des hautes températures. En 1967, il donne naissance à la société Formes industrielles en céramiques Mori.
Profondément religieux, c'est un chef d'entreprise responsable et dévoué à ses employé. En 1958, il rencontre saint Padre Pio et en 1963, il devient membre du tiers-ordre franciscain. Il est très actif au sein du sanctuaire Nostra Signora della Salute di Puianello de Modène et participe à des œuvres missionnaires. Il se lance dans la télévision, fonde le "Groupe Mori", et estimant qu'elle peut être un champ d'évangélisation, il crée Antenna 1, diffusant des émissions religieuses.

## Béatification
La cause pour sa béatification est introduite en 1997 dans le diocèse de Modène.
Le 12 juin 2014, le pape François reconnaît l'héroïsme de ses vertus et le déclare vénérable.

## Citations
- "Essayer de comprendre l'amour de Dieu et l'augmenter toujours en soi est la seule chose qui compte"